# 11820 Mikiyasato
11820 Mikiyasato è un asteroide della fascia principale. Scoperto nel 1981, presenta un'orbita caratterizzata da un semiasse maggiore pari a 3,0440071 UA e da un'eccentricità di 0,0728197, inclinata di 10,47479° rispetto all'eclittica.